# Yuppie
Yuppie (skrót od ang. Young Urban Professional – dosłownie: „młody wielkomiejski przedstawiciel wolnego zawodu” lub Young Upwardly Mobile Professionals – dosłownie: „młodzi, pnący się w górę profesjonaliści”) – określenie pokolenia młodzieży w USA i Wielkiej Brytanii, które rozpoczęło pracę zawodową w latach 80. XX w., a także grup kierujących się podobnymi wartościami i stylem życia, np. w Polsce w latach 90. Sama nazwa wyraźnie nawiązuje do społecznej rekrutacji tej grupy wśród byłych zbuntowanych hippies (pokolenie boomu urodzeń) – hippie staje się yuppie w latach 80.
Charakterystycznym atrybutem dla tej kategorii społecznej jest dążenie do profesjonalizmu, pragmatyzm, indywidualizm, zamiłowanie do luksusu, dążenie do kariery i sukcesów finansowych. Dążenie do kariery prowadzące do pracy po kilkanaście godzin dziennie prowadziło do syndromu wypalenia zawodowego. Ponadto kariera okupiona była problemami w życiu rodzinnym i emocjonalnym. W Polsce pogardliwym określeniem na yuppie jest „japiszon” lub jego lokalny odpowiednik „dorobkiewicz”.